# Luhya
Luhya (luhya: pl. abaluhya), även Baluhya eller  Abaluyia, är den näst största etniska gruppen i Kenya, och utgör omkring 14 procent (5,3 miljon människor) av landets totala befolkning. Luhyafolk finns också i mindre antal i Uganda och Tanzania. Folkgruppens traditionella hemland är högländerna i västra Kenya, gränsande till Luoland i söder, Uganda i väster, Mount Elgon i norr och Nandiregionen i öster. De flesta talar luhya som modersmål.
Folkgruppen Luhya är indelade i 17 undergrupper varav den största är Bukusu (Babukusu). Andra undergrupper är Maragoli, Banyala, Banyore, Batsotso, Gisu, Idakho, Isukha, Khayo, Kisa, Marachi, Marama,  Samia, Tachoni, Tiriki och Wanga.

## Historia
Enligt luhyafolkens muntliga litteratur har de en gång komma vandrande söderut från Egypten, längs Nilen.
De största förkoloniala luhyarikena var Wangariket i nuvarande västra Kenya och Bunyoro-Kitara i nuvarande Uganda och Kenya.

## Idrott
Nairobifotbollsklubben AFC Leopards bildades ursprungligen som en luhyaklubb av luhya i förskingringen.

## Kända luhya
- Michael Wamalwa Kijana
- Moody Awori
- Musikari Kombo
- Musalia Mudavadi
- Amos Wako
- Robert Wangila Napunyi
- Violet Barasa
- Kenneth Marende
- Winfred Adah Omwakwe